# Űrhíd (Transformers)
Az  űrhíd egy kitalált közlekedési eszköz a  Transformers univerzumban.

## Az űrhíd a rajzfilmben
Az űrhidat Sokkoló álcavezér építette, hogy segítségével a Földről energont szállítson a Kibertron bolygóra. Első megjelenése a Transformers: Transport to Oblivion című részben volt.

## Az űrhíd a képregényben
A képregényben az űrhidat Csavarkulcs, egy semlegességpárti kibertoni tudós építette Straxus álcavezér parancsára (Csavarkulcs nem nekik tervezte, de az álcák elrabolták és kényszerítették rá, hogy átadja). Külsőre egy fémhídnak tűnik, melyet ha bekapcsolnak, egyik fele áttranszportálódik egy másik bolygóra. Aki átsétál a hídon, az a valóságban több fényévnyit utazik. Aki lelép vagy leesik a működő hídról, azonnal megsemmisül.
Használatát Féreg energiabiztos szüntette meg, mert többe került a fenntartása, mint a szállított energon.
Később Megatron álcavezér felrobbantja, miközben elmenekül Sokkoló elől.
Első megjelenése a Transformers: Híd a semmibe! című részben volt.

## Az űrhíd a filmben
A M. Bay rendezte Transformers 3. c. filmben az űrhidat az autobotok egykori fővezére, Sentinel tervezte. A filmben Sentinel áruló lesz, és Megatronnal szövetségben a Föld leigázására akarja használni a technológiát, hogy újjáépíthesse a háború pusztította alakváltó-anyabolygót, a Kibertront. Az űrhíd magját száz, lebegésre képes oszlopszerű tárgy képezi.